# Frank Sedgman
Francis (Frank) Arthur Sedgman (Mont Albert, 29 oktober 1927) is een voormalig professioneel Australisch tennisser.

## Carrière
Sedgman won in zijn carrière alle grandslamtoernooien in het enkelspel, dubbelspel en gemengd dubbelspel uitgezonder Roland Garros is het enkelspel.
Met landgenoot Ken McGregor won hij vanaf de Australische kampioenschappen in 1951 zeven grandslamtoernooien in het dubbelspel op rij. Hun tweede grandslam werd in 1952 verhinderd door de Amerikanen Mervyn Rose en Vic Seixas in de finale van de Amerikaanse kampioenschappen. Sedgman  had in 1950 ook de Amerikaanse kampioenschappen gewonnen en won dus in totaal 8 dubbeltitels op rij.
In 1953 werd Sedgman proftennisser en was niet meer speelgerechtigd in de Grandslamtoernooien en de Davis Cup. In 1953 en 1958 won hij Wembly Pro één van de drie belangrijkste toernooien voor proftennissers. Pas in 1968 mochten proftennissers weer deelnemen aan de grandslamtoernooien.

## Prestatietabel
| Legenda | Legenda                          |
| ------- | -------------------------------- |
| g.t.    | geen toernooi gehouden           |
| l.c.    | lagere categorie                 |
| –       | niet deelgenomen                 |
| G       | uitgeschakeld in de groepsfase   |
| 1R      | uitgeschakeld in de eerste ronde |
| 2R      | uitgeschakeld in de tweede ronde |
| 3R      | uitgeschakeld in de derde ronde  |
| 4R      | uitgeschakeld in de vierde ronde |
| KF      | uitgeschakeld in de kwartfinale  |
| HF      | uitgeschakeld in de halve finale |
| F       | de finale verloren               |
| W       | het toernooi gewonnen            |
| w-v     | winst/verlies-balans             |

### Enkelspel
| Grandslamtoernooien      |               |               |               |               |               |               |               |                                        |                                        |                                        |                                        |                                        |                                        |                                        |                                        |                                        |                                        |                                        |                                        |                                        |                                        |                                        |                                        |               |               |               |               |               |               |               |               |               |
| Australian Open          | 3R            | 1R            | KF            | W             | W             | HF            | F             | Niet speelgerechtigd als proftennisser | Niet speelgerechtigd als proftennisser | Niet speelgerechtigd als proftennisser | Niet speelgerechtigd als proftennisser | Niet speelgerechtigd als proftennisser | Niet speelgerechtigd als proftennisser | Niet speelgerechtigd als proftennisser | Niet speelgerechtigd als proftennisser | Niet speelgerechtigd als proftennisser | Niet speelgerechtigd als proftennisser | Niet speelgerechtigd als proftennisser | Niet speelgerechtigd als proftennisser | Niet speelgerechtigd als proftennisser | Niet speelgerechtigd als proftennisser | Niet speelgerechtigd als proftennisser | Niet speelgerechtigd als proftennisser | –             | 2R            | 2R            | 3R            | 3R            | 1R            | 1R            | 2R            | 2R            |
| Roland Garros            | –             | –             | 4R            | –             | 4R            | HF            | F             | Niet speelgerechtigd als proftennisser | Niet speelgerechtigd als proftennisser | Niet speelgerechtigd als proftennisser | Niet speelgerechtigd als proftennisser | Niet speelgerechtigd als proftennisser | Niet speelgerechtigd als proftennisser | Niet speelgerechtigd als proftennisser | Niet speelgerechtigd als proftennisser | Niet speelgerechtigd als proftennisser | Niet speelgerechtigd als proftennisser | Niet speelgerechtigd als proftennisser | Niet speelgerechtigd als proftennisser | Niet speelgerechtigd als proftennisser | Niet speelgerechtigd als proftennisser | Niet speelgerechtigd als proftennisser | Niet speelgerechtigd als proftennisser | –             | –             | –             | 1R            | –             | –             | –             | –             | –             |
| Wimbledon                | –             | –             | 4R            | KF            | F             | KF            | W             | Niet speelgerechtigd als proftennisser | Niet speelgerechtigd als proftennisser | Niet speelgerechtigd als proftennisser | Niet speelgerechtigd als proftennisser | Niet speelgerechtigd als proftennisser | Niet speelgerechtigd als proftennisser | Niet speelgerechtigd als proftennisser | Niet speelgerechtigd als proftennisser | Niet speelgerechtigd als proftennisser | Niet speelgerechtigd als proftennisser | Niet speelgerechtigd als proftennisser | Niet speelgerechtigd als proftennisser | Niet speelgerechtigd als proftennisser | Niet speelgerechtigd als proftennisser | Niet speelgerechtigd als proftennisser | Niet speelgerechtigd als proftennisser | –             | –             | –             | 3R            | –             | 1R            | –             | –             | –             |
| US Open                  | –             | –             | 4R            | KF            | 3R            | W             | W             | Niet speelgerechtigd als proftennisser | Niet speelgerechtigd als proftennisser | Niet speelgerechtigd als proftennisser | Niet speelgerechtigd als proftennisser | Niet speelgerechtigd als proftennisser | Niet speelgerechtigd als proftennisser | Niet speelgerechtigd als proftennisser | Niet speelgerechtigd als proftennisser | Niet speelgerechtigd als proftennisser | Niet speelgerechtigd als proftennisser | Niet speelgerechtigd als proftennisser | Niet speelgerechtigd als proftennisser | Niet speelgerechtigd als proftennisser | Niet speelgerechtigd als proftennisser | Niet speelgerechtigd als proftennisser | Niet speelgerechtigd als proftennisser | –             | –             | –             | –             | –             | –             | –             | –             | –             |
| Professionele toernooien |               |               |               |               |               |               |               |                                        |                                        |                                        |                                        |                                        |                                        |                                        |                                        |                                        |                                        |                                        |                                        |                                        |                                        |                                        |                                        |               |               |               |               |               |               |               |               |               |
| U.S. Pro                 | Amateurspeler | Amateurspeler | Amateurspeler | Amateurspeler | Amateurspeler | Amateurspeler | Amateurspeler | –                                      | F                                      | HF                                     | –                                      | –                                      | –                                      | –                                      | –                                      | –                                      | F                                      | –                                      | –                                      | –                                      | 1R                                     | –                                      | –                                      | Open tijdperk | Open tijdperk | Open tijdperk | Open tijdperk | Open tijdperk | Open tijdperk | Open tijdperk | Open tijdperk | Open tijdperk |
| Frans Pro                | Amateurspeler | Amateurspeler | Amateurspeler | Amateurspeler | Amateurspeler | Amateurspeler | Amateurspeler | g.t.                                   | g.t.                                   | g.t.                                   | g.t.                                   | HF                                     | g.t.                                   | HF                                     | F                                      | HF                                     | –                                      | –                                      | HF                                     | KF                                     | KF                                     | –                                      | –                                      | Open tijdperk | Open tijdperk | Open tijdperk | Open tijdperk | Open tijdperk | Open tijdperk | Open tijdperk | Open tijdperk | Open tijdperk |
| Wembley Pro              | Amateurspeler | Amateurspeler | Amateurspeler | Amateurspeler | Amateurspeler | Amateurspeler | Amateurspeler | W                                      | g.t.                                   | g.t.                                   | g.t.                                   | F                                      | –                                      | W                                      | KF                                     | HF                                     | –                                      | –                                      | 1R                                     | HF                                     | HF                                     | –                                      | –                                      | Open tijdperk | Open tijdperk | Open tijdperk | Open tijdperk | Open tijdperk | Open tijdperk | Open tijdperk | Open tijdperk | Open tijdperk |

### Dubbelspel
| Toernooi        | 1946 | 1947 | 1948 | 1949 | 1950 | 1951 | 1952 | 1953                                   | 1954                                   | 1955                                   | 1956                                   | 1957                                   | 1958                                   | 1959                                   | 1960                                   | 1961                                   | 1962                                   | 1963                                   | 1964                                   | 1965                                   | 1966                                   | 1967                                   | 1968 | 1969 | 1970 | 1971 | 1972 | 1973 | 1974 | 1975 | 1976 |
| --------------- | ---- | ---- | ---- | ---- | ---- | ---- | ---- | -------------------------------------- | -------------------------------------- | -------------------------------------- | -------------------------------------- | -------------------------------------- | -------------------------------------- | -------------------------------------- | -------------------------------------- | -------------------------------------- | -------------------------------------- | -------------------------------------- | -------------------------------------- | -------------------------------------- | -------------------------------------- | -------------------------------------- | ---- | ---- | ---- | ---- | ---- | ---- | ---- | ---- | ---- |
| Australian Open | ?    | F    | F    | HF   | HF   | W    | W    | Niet speelgerechtigd als proftennisser | Niet speelgerechtigd als proftennisser | Niet speelgerechtigd als proftennisser | Niet speelgerechtigd als proftennisser | Niet speelgerechtigd als proftennisser | Niet speelgerechtigd als proftennisser | Niet speelgerechtigd als proftennisser | Niet speelgerechtigd als proftennisser | Niet speelgerechtigd als proftennisser | Niet speelgerechtigd als proftennisser | Niet speelgerechtigd als proftennisser | Niet speelgerechtigd als proftennisser | Niet speelgerechtigd als proftennisser | Niet speelgerechtigd als proftennisser | Niet speelgerechtigd als proftennisser | –    | –    | 1R   | 1R   | –    | 1R   | 1R   | –    | –    |
| Roland Garros   | –    | –    | F    | –    | ?    | W    | W    | Niet speelgerechtigd als proftennisser | Niet speelgerechtigd als proftennisser | Niet speelgerechtigd als proftennisser | Niet speelgerechtigd als proftennisser | Niet speelgerechtigd als proftennisser | Niet speelgerechtigd als proftennisser | Niet speelgerechtigd als proftennisser | Niet speelgerechtigd als proftennisser | Niet speelgerechtigd als proftennisser | Niet speelgerechtigd als proftennisser | Niet speelgerechtigd als proftennisser | Niet speelgerechtigd als proftennisser | Niet speelgerechtigd als proftennisser | Niet speelgerechtigd als proftennisser | Niet speelgerechtigd als proftennisser | –    | –    | –    | 1R   | –    | –    | –    | –    | –    |
| Wimbledon       | –    | –    | 4R   | KF   | F    | W    | W    | Niet speelgerechtigd als proftennisser | Niet speelgerechtigd als proftennisser | Niet speelgerechtigd als proftennisser | Niet speelgerechtigd als proftennisser | Niet speelgerechtigd als proftennisser | Niet speelgerechtigd als proftennisser | Niet speelgerechtigd als proftennisser | Niet speelgerechtigd als proftennisser | Niet speelgerechtigd als proftennisser | Niet speelgerechtigd als proftennisser | Niet speelgerechtigd als proftennisser | Niet speelgerechtigd als proftennisser | Niet speelgerechtigd als proftennisser | Niet speelgerechtigd als proftennisser | Niet speelgerechtigd als proftennisser | –    | –    | –    | 2R   | –    | 1R   | –    | –    | –    |
| US Open         | –    | –    | ?    | F    | W    | W    | F    | Niet speelgerechtigd als proftennisser | Niet speelgerechtigd als proftennisser | Niet speelgerechtigd als proftennisser | Niet speelgerechtigd als proftennisser | Niet speelgerechtigd als proftennisser | Niet speelgerechtigd als proftennisser | Niet speelgerechtigd als proftennisser | Niet speelgerechtigd als proftennisser | Niet speelgerechtigd als proftennisser | Niet speelgerechtigd als proftennisser | Niet speelgerechtigd als proftennisser | Niet speelgerechtigd als proftennisser | Niet speelgerechtigd als proftennisser | Niet speelgerechtigd als proftennisser | Niet speelgerechtigd als proftennisser | –    | –    | –    | –    | –    | –    | –    | –    | –    |

### Gemengddubbelspel
| Toernooi        | 1946 | 1947 | 1948 | 1949 | 1950 | 1951 | 1952 | 1953                                   | 1954                                   | 1955                                   | 1956                                   | 1957                                   | 1958                                   | 1959                                   | 1960                                   | 1961                                   | 1962                                   | 1963                                   | 1964                                   | 1965                                   | 1966                                   | 1967                                   | 1968 | 1969 | 1970 | 1971 | 1972 | 1973 | 1974 | 1975 | 1976 |
| --------------- | ---- | ---- | ---- | ---- | ---- | ---- | ---- | -------------------------------------- | -------------------------------------- | -------------------------------------- | -------------------------------------- | -------------------------------------- | -------------------------------------- | -------------------------------------- | -------------------------------------- | -------------------------------------- | -------------------------------------- | -------------------------------------- | -------------------------------------- | -------------------------------------- | -------------------------------------- | -------------------------------------- | ---- | ---- | ---- | ---- | ---- | ---- | ---- | ---- | ---- |
| Australian Open | –    | KF   | KF   | W    | W    | –    | –    | Niet speelgerechtigd als proftennisser | Niet speelgerechtigd als proftennisser | Niet speelgerechtigd als proftennisser | Niet speelgerechtigd als proftennisser | Niet speelgerechtigd als proftennisser | Niet speelgerechtigd als proftennisser | Niet speelgerechtigd als proftennisser | Niet speelgerechtigd als proftennisser | Niet speelgerechtigd als proftennisser | Niet speelgerechtigd als proftennisser | Niet speelgerechtigd als proftennisser | Niet speelgerechtigd als proftennisser | Niet speelgerechtigd als proftennisser | Niet speelgerechtigd als proftennisser | Niet speelgerechtigd als proftennisser | –    | –    | –    | –    | –    | –    | –    | –    | –    |
| Roland Garros   | –    | –    | F    | –    | –    | W    | W    | Niet speelgerechtigd als proftennisser | Niet speelgerechtigd als proftennisser | Niet speelgerechtigd als proftennisser | Niet speelgerechtigd als proftennisser | Niet speelgerechtigd als proftennisser | Niet speelgerechtigd als proftennisser | Niet speelgerechtigd als proftennisser | Niet speelgerechtigd als proftennisser | Niet speelgerechtigd als proftennisser | Niet speelgerechtigd als proftennisser | Niet speelgerechtigd als proftennisser | Niet speelgerechtigd als proftennisser | Niet speelgerechtigd als proftennisser | Niet speelgerechtigd als proftennisser | Niet speelgerechtigd als proftennisser | –    | –    | –    | –    | –    | –    | –    | –    | –    |
| Wimbledon       | –    | –    | F    | 4R   | HF   | W    | W    | Niet speelgerechtigd als proftennisser | Niet speelgerechtigd als proftennisser | Niet speelgerechtigd als proftennisser | Niet speelgerechtigd als proftennisser | Niet speelgerechtigd als proftennisser | Niet speelgerechtigd als proftennisser | Niet speelgerechtigd als proftennisser | Niet speelgerechtigd als proftennisser | Niet speelgerechtigd als proftennisser | Niet speelgerechtigd als proftennisser | Niet speelgerechtigd als proftennisser | Niet speelgerechtigd als proftennisser | Niet speelgerechtigd als proftennisser | Niet speelgerechtigd als proftennisser | Niet speelgerechtigd als proftennisser | –    | –    | –    | –    | –    | 3R   | –    | –    | –    |
| US Open         | –    | –    | HF   | KF   | F    | W    | W    | Niet speelgerechtigd als proftennisser | Niet speelgerechtigd als proftennisser | Niet speelgerechtigd als proftennisser | Niet speelgerechtigd als proftennisser | Niet speelgerechtigd als proftennisser | Niet speelgerechtigd als proftennisser | Niet speelgerechtigd als proftennisser | Niet speelgerechtigd als proftennisser | Niet speelgerechtigd als proftennisser | Niet speelgerechtigd als proftennisser | Niet speelgerechtigd als proftennisser | Niet speelgerechtigd als proftennisser | Niet speelgerechtigd als proftennisser | Niet speelgerechtigd als proftennisser | Niet speelgerechtigd als proftennisser | –    | –    | –    | –    | –    | –    | –    | –    | –    |